# Geissorhiza corrugata
Geissorhiza corrugata är en irisväxtart som beskrevs av Friedrich Wilhelm Klatt. Geissorhiza corrugata ingår i släktet Geissorhiza och familjen irisväxter. Inga underarter finns listade i Catalogue of Life.